# Nelson Hoffmann
Nelson Hoffmann (* 1939 in Roque Gonzales, Rio Grande do Sul, Brasilien) ist ein brasilianischer Schriftsteller, ehemaliger Anwalt und Lehrer.
Hoffmann schreibt Novellen, Kurzgeschichten, Chroniken, Gedichte und auch Romane. Er ist der Autor von Eu vivo só ternuras, welches von dem sizilianischen Autor und Übersetzer Marco Scalabrino ins Italienische übersetzt wurde (Io vivo di tenerezze). Dieses Buch handelt von der Beziehung zwischen einem Großvater, in der Person des Autors, und seinem Enkel.
Seine letzte Veröffentlichung war die Essaysammlung Este Mundo é Pequeno. Weitere Werke sind: A Bofetada (Novelle), Homem e o Bar (Roman), Quando a Bola faz a História (Chronic) und Onde Está Maria (Roman). Außer Eu vivo só ternuras wurde bisher keines dieser Bücher aus dem Portugiesischen übersetzt.